# Michaił Priwałow
Michaił Moisiejewicz Priwałow (ros. Михаил Моисеевич Привалов, ur. 5 sierpnia?/18 sierpnia 1913 we wsi Drozdowka w obwodzie nowosybirskim, zm. w lipcu 2004 w Moskwie) – radziecki metalurg, Bohater Pracy Socjalistycznej (1958).

## Życiorys
W 1933 skończył szkołę fabryczną, potem pracował jako hutnik i majster pieca martenowskiego w Kuźnieckim Kombinacie Metalurgicznym, w latach 1938–1941 był majstrem pieca w fabryce im. Kirowa w Makiejewce, 1941–1951 majstrem, a 1951–1958 starszym majstrem Kuźnieckiego Kombinatu Metalurgicznego. W 1956 skończył kuźnieckie technikum metalurgiczne, 1958–1960 był zastępcą szefa, a 1960–1963 szefem odlewni martenowskiej, następnie 1963–1965 głównym specjalistą Zarządu Czarnych Metali Państwowego Komitetu Metalurgii Czarnej i Kolorowej, a od 1965 do rozpadu ZSRR głównym hutnikiem stalowym Ministerstwa Czarnej Metalurgii ZSRR, następnie 1991–1993 głównym hutnikiem stalowym Komitetu ds. Czarnej Metalurgii Federacji Rosyjskiej, od 1993 na emeryturze. Od 31 października 1961 do 29 marca 1966 zastępca członka KC KPZR, członek Komitetu Obwodowego KPZR w Kemerowie. Deputowany do Rady Najwyższej ZSRR 4 i 5 kadencji (1954–1962), członek Prezydium Rady Najwyższej ZSRR (1958–1962).

## Odznaczenia i nagrody
- Medal Sierp i Młot Bohatera Pracy Socjalistycznej (19 lipca 1958)
- Order Lenina (trzykrotnie – 1943, 1952 i 1958)
- Order Czerwonego Sztandaru Pracy (1949)
- Nagroda Państwowa ZSRR (dwukrotnie – 1949 i 1967)

I medale.